# Fluoroformo
El fluoroformo es el compuesto químico con la fórmula CHF3. Es uno de los "haloformos", una clase de compuestos con la fórmula CHX3 (X = halógeno). El fluoroformo es utilizado en diversas aplicaciones y es producido como un subproducto de la manufactura de Teflón. Es generado también biológicamente en pequeñas cantidades aparentemente mediante la descarboxilación de ácido trifluoroacético.

## Propiedades físicas adicionales
| Propiedad                                           | Valor                  |
| --------------------------------------------------- | ---------------------- |
| Densidad (ρ) a -100 °C (líquido)                    | 1.52 g/cm³             |
| Densidad (ρ) a -82.1 °C (líquido)                   | 1.431 g/cm³            |
| Densidad (ρ) a -82.1 °C (gas)                       | 4.57 kg/m³             |
| Densidad (ρ) a 0 °C (gas)                           | 2.86 kg/m³             |
| Densidad (ρ) a 15 °C (gas)                          | 2.99 kg/m³             |
| Momento dipolar                                     | 1.649 D                |
| Presión crítica (pc)                                | 4.816 MPa (48.16 bar)  |
| Temperatura crítica (Tc)                            | 25.7 °C (299 K)        |
| Densidad crítica (ρc)                               | 7.52 mol/l             |
| Factor de compresibilidad (Z)                       | 0.9913                 |
| Factor acéntrico (ω)                                | 0.26414                |
| Viscosidad (η) a 25 °C                              | 14.4 μPa.s (0.0144 cP) |
| Capacidad calorífica molar a volumen constante (CV) | 51.577 J.mol−1.K−1     |
| Calor latente de vaporización (lb)                  | 257.91 kJ.kg−1         |

## Síntesis
El fluoroformo fue obtenido primeramente por Maurice Meslans en la violenta reacción de yodoformo con fluoruro de plata seco en 1894. La reacción fue mejorada por Otto Ruff mediante la sustitución de fluoruro de plata por una mezcla de fluoruro de mercurio y fluoruro de calcio. La reacción de intercambio trabaja con yodoformo y bromoformo, y el intercambio de los primeros dos átomos de halógeno por flúor es vigorosa. Cambiando a un proceso de dos etapas, formando primero un bromodifluoro metano en la reacción de trifluoruro de antimonio con bromoformo y finalizando la reacción confluoruro de mercuri, el primer método de síntesis eficiente fue encontrado por Henne.

## Aplicaciones

### Aplicaciones industriales
El CHF3 es utilizado en la industria de semiconductores en grabado con plasma de óxido de silicio y nitruro de silicio. Conocido como R-23 o HFC-23, es también un útil refrigerante, a veces considerado como un reemplazo para el clorotrifluorometano (cfc-13) y es un subproducto de su fabricación. 
Cuando es usado como supresor de fuego, el fluoroformo lleva el nombre comercial de DuPont, FE-13. El CHF3 es recomendado para esta aplicación debido a su baja toxicidad, su baja reactividad, y su alta densidad. El HFC-23 ha sido usado en el pasado como un reemplazo para el Halón 1301 (cfc-13b1) (bromotrifluorometano) en sistemas de supresión de fuego como un agente de supresión del fuego gaseoso por inundación total.

### Usos en la química orgánica
El CHF3 es un reactivo para generar fuentes de "CF3-" por desprotonación. La molécula es débilmente ácida con una pKa = 25–28. Es un precursor de CF3Si(CH3)3

## Gas de invernadero
El fluoroformo es un potente gas de invernadero. La secretaría del Mecanismo de Desarrollo Limpio (Clean Development Mechanism) estima que una tonelada de HFC-23 en la atmósfera tiene el mismo efecto que 11 700 toneladas de dióxido de carbono. Un trabajo más reciente (IPCC, 2007) sugiere que esta equivalencia, también conocida como 100-yr global warming potential (potencial de calentamiento global para 100 años), es ligeramente mayor a 14 800 para HFC-23.
El tiempo de vida atmosférico es de 270 años.
De acuerdo al reporte climático IPCC del 2007, el HFC-23 fue el más abundante HFC (HidroFluoroCarbono) en la atmósfera global hasta alrededor de 2001, que es cuando la concentración global media de HFC-134a (1,1,1,2-tetrafluoroetano), que es el químico ahora utilizado extensivamente en aire acondicionado de automóviles, sobrepasó los del HFC-23. Las emisiones globales de HFC-23 han predominado en el pasado por la inadvertida producción y liberación durante la manufactura del refrigerante HCFC-22 (clorodifluorometano).
Los datos reportados a las bases de datos sobre emisiones de gases de invernadero de la Convención Marco de las Naciones Unidas sobre el Cambio Climático (UNFCCC por sus siglas en inglés) indican una disminución substancial en las emisiones de HFC-23 en países desarrollados o Anexo 1 desde los años 1990s a los años 2000s (bases de datos UNFCCC sobre emisiones de gases de invernadero). Los proyectos UNFCCC Clean Development Mechanism han provisto financiamiento y han facilitado la destrucción de HFC-23 como subproducto de una porción de HCFC-22 producido en países en desarrollo o no-Anexo 1 desde 2003. Los países en desarrollos se han vuelto los mayores productores de HCFC-22 en años recientes de acuerdo a datos compilados por la Ozone Secretariat of the World Meteorological Organization (Secretaría de Ozono de la Organización Meteorológica Mundial). Las emisiones de todos los HFCs están incluidos en el Protocolo de Kioto de las Naciones Unidas en la UNFCCC. Para mitigar su impacto, el CHF3 puede ser destruido con tecnologías de arco eléctrico de plasma o por incineración a alta temperatura.